# 姫路市立白鷺小中学校
姫路市立白鷺小中学校（ひめじしりつはくろしょうちゅうがっこう）は、兵庫県姫路市本町にある姫路市立の義務教育学校である。
姫路市で初めての義務教育学校であり、兵庫県では神戸市立義務教育学校港島学園に続いて2校目である。

## 沿革
姫路市立白鷺小中学校の前身校である姫路市立白鷺小学校と姫路市立白鷺中学校は、小中一貫教育推進モデル校として2009年度から小中一貫教育を開始した。2016年4月、学校教育法の改正のより義務教育学校が新設された。姫路市では2017年12月市議会において姫路市立学校条例改正案が可決され、2018年4月1日に姫路市立白鷺小中学校が開校することが決まった。

### 年表
- 2018年4月1日 - 姫路市立白鷺小中学校開校[2]。

## 学校教育目標
確かな学力を基盤とした総合的な人間力の育成

## 学校行事
| - 4月 始業式・入学式 - 5月 スポーツフェスティバル - 6月 トライやる・ウィーク | - 7月 終業式 - 8月 - 9月 始業式 | - 10月 文化発表会 - 11月期末考査 - 12月 終業式 | - 1月 始業式 - 2月 - 3月 終業式・卒業式 |

## 部活動

### 運動部
- 陸上競技部
- バスケットボール部
- 女子バレーボール部
- 卓球部
- 女子ソフトテニス部

### 文化部
- 音楽部
- 美術部
- 茶華道部

## 通学区域
姫路城内の町人地「外曲輪」南部にほぼ相当する「内町（うちまち）」のうち南部、飾磨津門すぐ南の「飾磨津口（しかまづぐち）」、武家地「中曲輪・内曲輪」の後身である「姫路市本町68番地」の南部を校区の主部とする。前期課程（小学校相当）の前身である白鷺小学校は現校区の西側にあたる姫路市立城南（じょうなん）小学校と東側にあたる姫路市立城巽（じょうそん）小学校が統合されたものであり、その経緯から自治会やごみ収集の区域も城南･城巽で分かれている。
- 姫路市
  - 城南校区：本町(県道砥堀本町線以西。野里小学校校区を除く。)・西二階町・坂元町・福中町・白銀町・魚町・立町・塩町(船場小学校校区を除く[8]。)・十二所前町(船場小学校校区を除く[8]。)・忍町(船場小学校校区を除く[8]。)・久保町(船場小学校校区を除く[8]。)・高尾町(船場小学校校区を除く[8]。)・南町・西駅前町・豆腐町・南畝町・南畝町一丁目・南畝町二丁目
  - 城巽校区：北条口一丁目・北条口二丁目・北条口三丁目・北条口四丁目・北条口五丁目・古二階町・元塩町・平野町・二階町・紺屋町・呉服町・東駅前町・亀井町・駅前町・神屋町六丁目・朝日町・綿町・大黒壱丁町(城東小学校校区を除く。)・坂田町(城東小学校校区を除く[9]。)・総社本町・本町(県道砥堀本町線以東。野里小学校校区を除く。)[10]

## 周辺
姫路城の中曲輪（武家地）の中でも家老・上級藩士の居住区にあたる桜町・大名町であった。明治時代には陸軍用地となり、そのうち歩兵第39連隊が置かれたうちの一角に位置する。

## 交通アクセス
- 西日本旅客鉄道（JR西日本） 姫路駅から北へ800m。
- 山陽電気鉄道 山陽姫路駅から北へ700m。
- 神姫バス 姫路城大手門前バス停から西へ200m。

## 通学区域が隣接している学校

### 小学校
- 姫路市立城東小学校
- 姫路市立城陽小学校
- 姫路市立手柄小学校
- 姫路市立船場小学校
- 姫路市立城西小学校
- 姫路市立野里小学校

### 中学校
- 姫路市立東光中学校
- 姫路市立山陽中学校
- 姫路市立琴陵中学校
- 姫路市立城乾中学校